# Vlag van Kentucky
De vlag van Kentucky bestaat uit het zegel van Kentucky op een marineblauw veld, omgeven door de woorden Commonwealth of Kentucky aan de bovenkant, en gouden twijgjes, de bloem van de staat, aan de onderzijde.
De vlag is ontworpen door Jesse Cox, een kunstdocent in Frankfort, Kentucky. De vlag werd op 26 maart 1918 aangenomen door de Kentucky General Assembly en is in 1963 gewijzigd tot de huidige versie.
Het zegel beeldt twee elkaar omarmende vrienden af. Het motto van de staat: United We Stand, Divided We Fall werd daarmee uitgedrukt. Dit motto is afkomstig uit het lied The Liberty Song, een vaderlandslievend lied uit de Amerikaanse Revolutie.
Men denkt dat de man in de hertenleren kleren Daniel Boone is, de persoon die grotendeels verantwoordelijk was voor de ontdekking van Kentucky. De man in het pak is Henry Clay, Kentucky's meest bekende staatsman. De officiële verklaring is echter dat de mannen alle pioniers en staatsmannen vertegenwoordigen, en niet twee specifieke personen.
| Vexillologisch symbool voor een buiten gebruik gestelde vlag |